# Azerbaijão
Azerbaidjão (português europeu) ou Azerbaijão (português brasileiro) (pronunciado em português europeu: [ɐzɨɾbɐjˈʒɐ̃w̃]; pronunciado em português brasileiro: [azeɾbajˈʒɐ̃w̃] / [azeɦbajˈʒɐ̃w̃]; em azerbaijano: Azərbaycan, pronunciado: [ɑzærbɑjdʒɑn]), oficialmente República do Azerbaijão, é um país transcontinental na região do Cáucaso, situado no cruzamento entre o Leste Europeu e o Sudoeste Asiático. É delimitado pelo Mar Cáspio ao leste, a Rússia ao norte, a Geórgia a noroeste, Armênia no oeste e o Irã ao sul. O exclave de Naquichevão é delimitado pela Armênia a norte e leste, pelo Irã ao sul e oeste, e possui uma pequena fronteira com a Turquia a noroeste.
A República Democrática do Azerbaijão proclamou sua independência em 1918 e tornou-se a primeira república democrática cuja população é composta majoritariamente por muçulmanos e, ao mesmo tempo, secular. Além disso, foi a primeira nação de maioria muçulmana após o Egito a contar com óperas, teatros e universidades modernas. O país foi incorporado à União Soviética em 1920 como a República Socialista Soviética do Azerbaijão, e proclamou sua independência em outubro de 1991, antes da dissolução da união. Mais cedo, em setembro daquele ano, a disputada região de Alto Carabaque reafirmou sua disposição em se tornar um estado independente, como a República do Alto Carabaque. A região, efetivamente independente desde o início da Guerra do Alto Carabaque, é reconhecida internacionalmente como parte do Azerbaijão até que uma solução final para seu status seja encontrada.
A nação é uma república constitucional presidencial e unitária, governada sob um sistema de partido dominante, e é um estado-membro do Conselho da Europa, da OSCE e do programa Parceria para a Paz, da OTAN. É um dos seis estados independentes falantes de língua turca, sendo um membro ativo no Conselho Túrquico e na Organização Internacional da Cultura Turca. O país possui relações diplomáticas com outros 158 e faz parte de 38 organizações internacionais, sendo membro-fundador da GUAM, da Comunidade dos Estados Independentes (CEI) e Organização para a Proibição de Armas Químicas. Parte das Nações Unidas desde 1992, o Azerbaijão foi eleito para o Conselho de Direitos Humanos pela Assembleia Geral das Nações Unidas em maio de 2006. É incluído também no Movimento Não Alinhado, possui status de membro observador na Organização Mundial do Comércio (OMC) e é correspondente na União Internacional de Telecomunicações.
A Constituição do Azerbaijão não declara uma religião oficial, e todas as forças políticas maiores no país são seculares, mas a maioria da população e alguns movimentos de oposição aderem ao xiismo. A nação possui um alto Índice de Desenvolvimento Humano (IDH), comparável ao de vários países do Leste Europeu. A região também apresenta altos níveis de desenvolvimento econômico e alfabetismo, além de um baixo nível de desemprego. No entanto, a corrupção é bastante difundida, especialmente no serviço público. A Assembleia Nacional aboliu os limites do mandato presidencial no controverso referendo de 2009. O Partido do Novo Azerbaijão, dominante no país desde 1993, já foi acusado de autoritarismo e abuso de direitos humanos.

## Etimologia
O nome Azerbaijão, partilhado pela república e a região iraniana, provém do nome de Atropates, um sátrapa persa do Império Aquemênida, que se tornou sátrapa do Império Medo durante o mandato de Alexandre, o Grande e governou a região do Atropatene (o atual Azerbaijão iraniano). A palavra Atropates é uma transliteração grega de um nome iraniano antigo, provavelmente da Média, que significa "Protetor do Fogo (Sagrado)" ou "A Terra do Fogo (Sagrado)". Este nome grego é mencionado por Diodoro Sículo e Estrabão. Durante as eras seguintes, o nome evoluiu para Aturpatakan e depois para Adharbadhagan, Adharbayagan e Azarbaydjan, até chegar ao atual, Azerbaycan. O vocábulo pode ser traduzido como "O Tesouro" ou "O Tesoureiro do Fogo", ou "A Terra do Fogo", de acordo com o persa moderno.

## História
A região nunca foi unificada, sendo composta por várias tribos que foram islamizadas. Pertenceu ao Estados islâmicos persas entre os séculos XI e XVIII e, a partir do século XX, integrou a extinta União das Repúblicas Socialistas Soviéticas, da qual se emancipou finalmente como unidade nacional independente em 1991.

### Antiguidade
As evidências mais antigas do estabelecimento humano no território do Azerbaijão datam do fim da Idade da Pedra e estão relacionadas à cultura Guruchay, da caverna de Azykh. As culturas do Paleolítico Superior e do fim da Idade do Bronze são testemunhadas pelas cavernas de Tağılar, Damcılı, Zar, Yataq-yeri e pelas necrópoles de Leylatepe e Saraytepe.
No século IX a.C. os citas se assentaram na região. Depois deles, os medos vieram a dominar a região ao sul do rio Arax, tecendo um vasto império entre 900–700 a.C., que foi integrado ao Império Aquemênida por volta de 550 a.C., o qual contribuiu na propagação do zoroastrismo. Mais tarde, a região se tornou parte do império de Alexandre, o Grande e de seu sucessor, o Império Selêucida. Durante esse período o zoroastrismo se espalhou pela região do Cáucaso e da Atropatene. Os habitantes da Albânia, originários do nordeste do Azerbaijão, controlaram a área por volta do século IV a.C. e estabeleceram um reino independente sob influência cultural dos armênios.
No século II a.C., entre os anos de 189 a.C. e 428 d.C., a metade oeste do Azerbaijão, incluindo as regiões de Artsaque, Otena, Siúnia, Vaspuracânia e Caspiana, foi conquistada pelos Medos sob o comando do Reino da Armênia, governado pelas dinastias artaxíada e Arsácida. Depois da divisão do Reino da Armênia pela Império Sassânida e pelo Império Bizantino, em 387, as províncias de Artsaque e Otena, que tinham populações etnicamente misturadas, passaram à Albânia.

### Era feudal
O Império Sassânida transformou a Albânia em um Estado vassalo no ano de 252, enquanto o rei Urnair adotou o cristianismo como religião oficial no século IV. Apesar das numerosas conquistas dos sassânidas e dos bizantinos, a Albânia permaneceu como individualidade até o século IX. O Califado Omíada rechaçou os sassânidas e os bizantinos da região e transformou a Albânia num Estado vassalo, após a resistência cristã, liderada pelo rei Javanxir, que foi suprimida em 667. O vácuo político deixado pelo declínio do Califado Abássida foi preenchido por numerosas dinastias locais. No início do século XI, o território foi gradualmente dominado por ondas de tribos oguzes, vindas da Ásia Central. A primeira dessas dinastias turcas a se estabelecer foi a dos Gasnévidas, que adentraram a área hoje conhecida como Azerbaijão em 1030.
As populações pré-turcas que viviam no território da moderna República do Azerbaijão falavam diversos dialetos indo-europeus e caucasianos, entre eles a língua armênia e uma língua iraniana chamada de azeri arcaico, que foi gradualmente substituída pela língua turca, precursora da língua azeri de hoje.

## Geografia
O Azerbaijão localiza-se na região da Transcaucásia da Eurásia, entre a Ásia Ocidental e a Europa Oriental. Está entre as latitudes 38° e 42° N e as longitudes 44° e 51° E. As fronteiras do país estendem-se por um total de 2 648 km, dos quais 1 007 km são com a Armênia, 756 km com o Irã, 480 km com a Geórgia, 390 km com a Rússia e 15 km com a Turquia. Seu litoral mede mais de 800 km, e a região do Azerbaijão localizada no Mar Cáspio tem 456 km. O território da nação estende-se por 400 km do norte ao sul, e 500 km de oeste a leste.

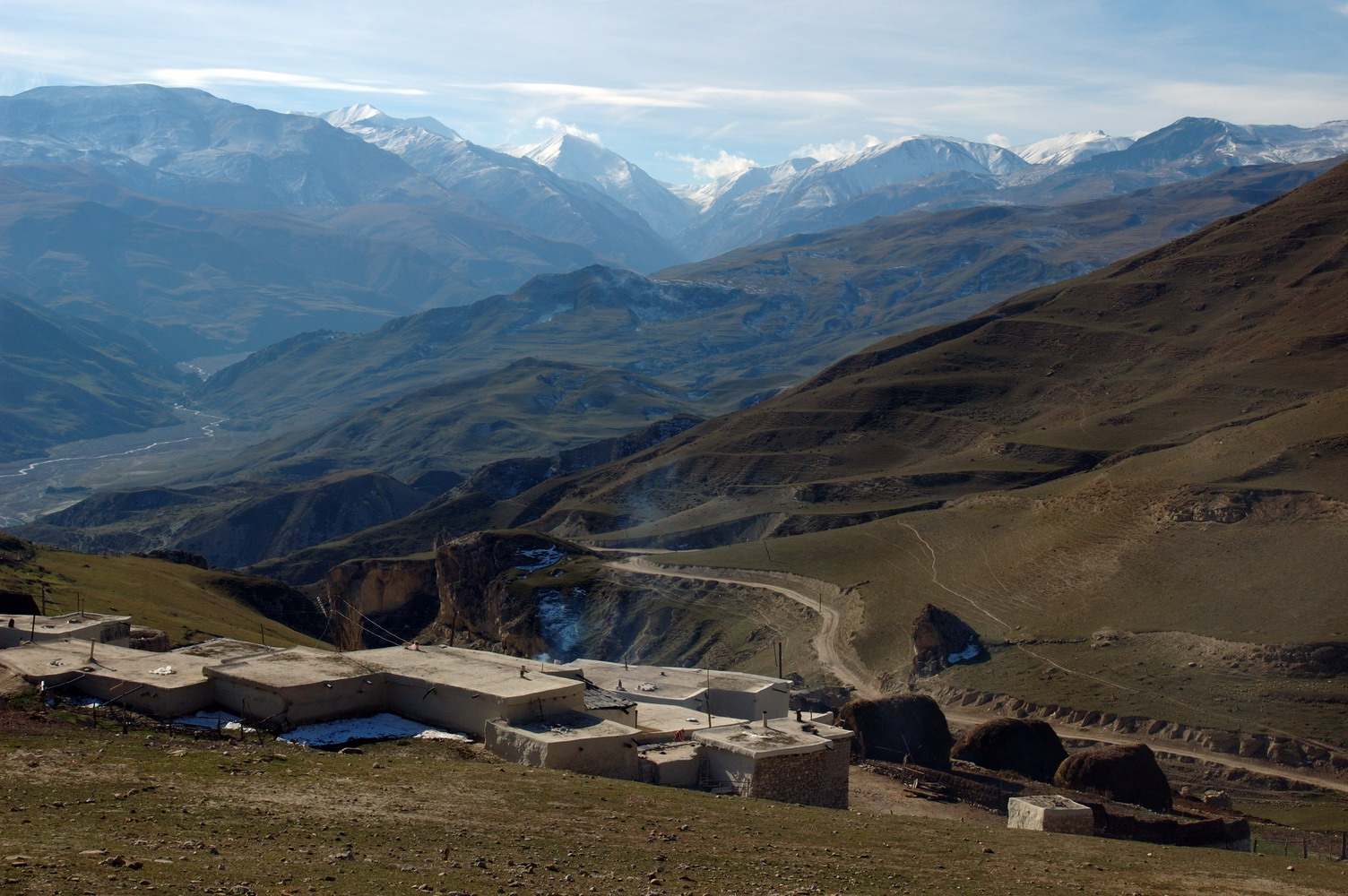
Cordilheira do Cáucaso, ao norte do Azerbaijão

Três acidentes geográficos predominam no Azerbaijão: o Mar Cáspio, cuja costa forma uma fronteira natural ao leste, a cordilheira do Grande Cáucaso ao norte e as vastas planícies ao centro. O Grande Cáucaso, os montes Talysh e o Cáucaso Menor cobrem cerca de 40% da superfície. O ponto mais alto é o monte Bazardüzü (4 466 m), enquanto o mais baixo está no Mar Cáspio (-28 m). Quase a metade de todos os vulcões de lama estão concentrados no Azerbaijão.
Os rios e lagos formam a maior parte da rede hidrológica do país, portanto as principais fontes de água são águas superficiais. Eles se formaram durante um grande período geológico e mudaram significativamente, ao longo do tempo, o que é comprovado pelos restos de rios antigos que existem na nação. A bacia está sob constante mudança devido a influências naturais e as atividades humanas. Somente 24 dos 8 350 rios têm mais de 100 km de comprimento. Todos os rios desaguam no Mar Cáspio, ao leste. O maior lago é o Sarissu (67 km²), e o maior rio é o Cura (1 515 km), que é transfronteiriço. Junto ao Aras, dirige-se ao oriente até a planície de Cura-Aras, formando uma rede navegável que atravessa o centro da pátria e termina no Mar Cáspio. As quatro principais ilhas do Azerbaijão no Mar Cáspio têm uma área combinada de mais de trinta quilômetros quadrados. Dentre elas, destaca-se o Arquipélago de Baku.

### Clima

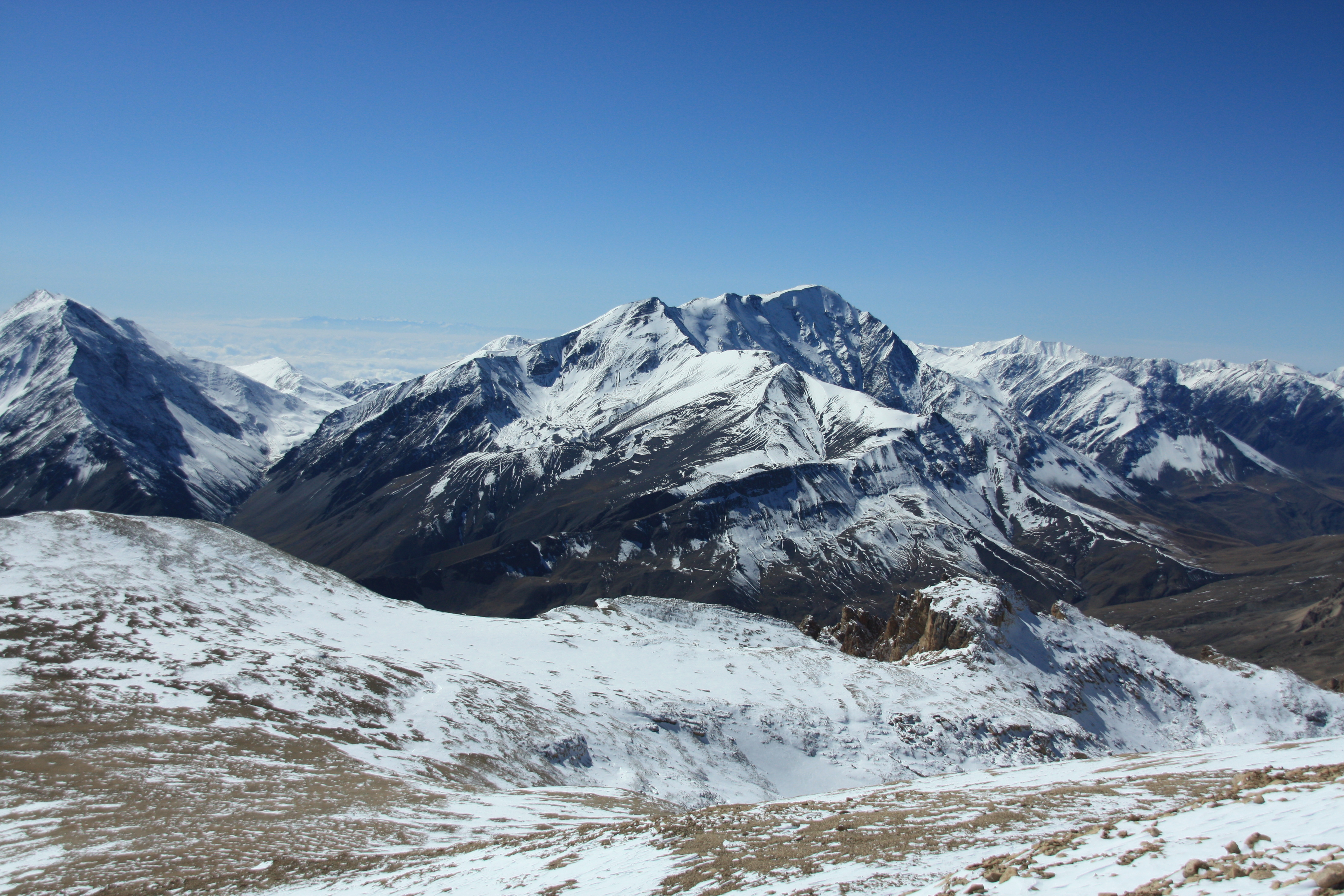
Monte Bazardüzü, o ponto mais alto do Azerbaijão

O clima do Azerbaijão está particularmente influenciado pelas massas de ar frio provenientes do Ártico levadas pelos anticiclones escandinavo, siberiano e da Ásia Central. Contudo, a paisagem variada do país afeta a maneira com que estes fenômenos atuam no clima. O Grande Cáucaso protege-o da influência direta das massas de ar frio que vêm do norte, o que leva à formação de um clima subtropical em muitas das planícies e contrafortes. Além disso, essas zonas caracterizam-se por ter altos índices de radiação solar. Graças a sua diversidade geográfica, no Azerbaijão podem ser encontrados nove dos onze climas existentes na classificação climática de Köppen-Geiger. Não obstante, o clima subtropical árido com verões quentes e invernos temperados é o que predomina na maior parte do território, incluindo na capital. As temperaturas mais frias (-33 °C) e mais quentes (46 °C) foram registradas em Julfa e Ordubad. A precipitação máxima anual é vista em Lankaran (1 600 a 1 800 mm) e a menor em Absheron (200 a 350 mm). A caída de neve restringe-se às zonas altas e montanhosas, principalmente ao norte.
| Dados climatológicos para Lankaran, Azerbaijão | Dados climatológicos para Lankaran, Azerbaijão | Dados climatológicos para Lankaran, Azerbaijão | Dados climatológicos para Lankaran, Azerbaijão | Dados climatológicos para Lankaran, Azerbaijão | Dados climatológicos para Lankaran, Azerbaijão | Dados climatológicos para Lankaran, Azerbaijão | Dados climatológicos para Lankaran, Azerbaijão | Dados climatológicos para Lankaran, Azerbaijão | Dados climatológicos para Lankaran, Azerbaijão | Dados climatológicos para Lankaran, Azerbaijão | Dados climatológicos para Lankaran, Azerbaijão | Dados climatológicos para Lankaran, Azerbaijão | Dados climatológicos para Lankaran, Azerbaijão |
| Mês                                            | Jan                                            | Fev                                            | Mar                                            | Abr                                            | Mai                                            | Jun                                            | Jul                                            | Ago                                            | Set                                            | Out                                            | Nov                                            | Dez                                            | Ano                                            |
| ---------------------------------------------- | ---------------------------------------------- | ---------------------------------------------- | ---------------------------------------------- | ---------------------------------------------- | ---------------------------------------------- | ---------------------------------------------- | ---------------------------------------------- | ---------------------------------------------- | ---------------------------------------------- | ---------------------------------------------- | ---------------------------------------------- | ---------------------------------------------- | ---------------------------------------------- |
| Temperatura máxima média (°C)                  | 5                                              | 7                                              | 9                                              | 14                                             | 21                                             | 26                                             | 28                                             | 28                                             | 23                                             | 18                                             | 12                                             | 6                                              | 16,4                                           |
| Temperatura média (°C)                         | 2                                              | 4                                              | 7                                              | 11                                             | 17                                             | 22                                             | 24                                             | 24                                             | 20                                             | 15                                             | 9                                              | 6                                              | 13,4                                           |
| Temperatura mínima média (°C)                  | 0                                              | 2                                              | 4                                              | 8                                              | 13                                             | 18                                             | 20                                             | 20                                             | 17                                             | 12                                             | 7                                              | 2                                              | 10,0                                           |
| Precipitação (mm)                              | 119                                            | 84                                             | 94                                             | 66                                             | 38                                             | 23                                             | 28                                             | 46                                             | 218                                            | 213                                            | 196                                            | 127                                            | 1 252                                          |
| Dias com precipitação                          | 12                                             | 8                                              | 12                                             | 9                                              | 7                                              | 2                                              | 2                                              | 2                                              | 11                                             | 8                                              | 11                                             | 10                                             | 94                                             |
| Umidade relativa (%)                           | 79                                             | 78                                             | 80                                             | 76                                             | 71                                             | 63                                             | 61                                             | 63                                             | 73                                             | 81                                             | 81                                             | 83                                             | 74,1                                           |
| Fonte: Climatemps.com 19 de junho de 2013      |                                                |                                                |                                                |                                                |                                                |                                                |                                                |                                                |                                                |                                                |                                                |                                                |                                                |

### Meio ambiente

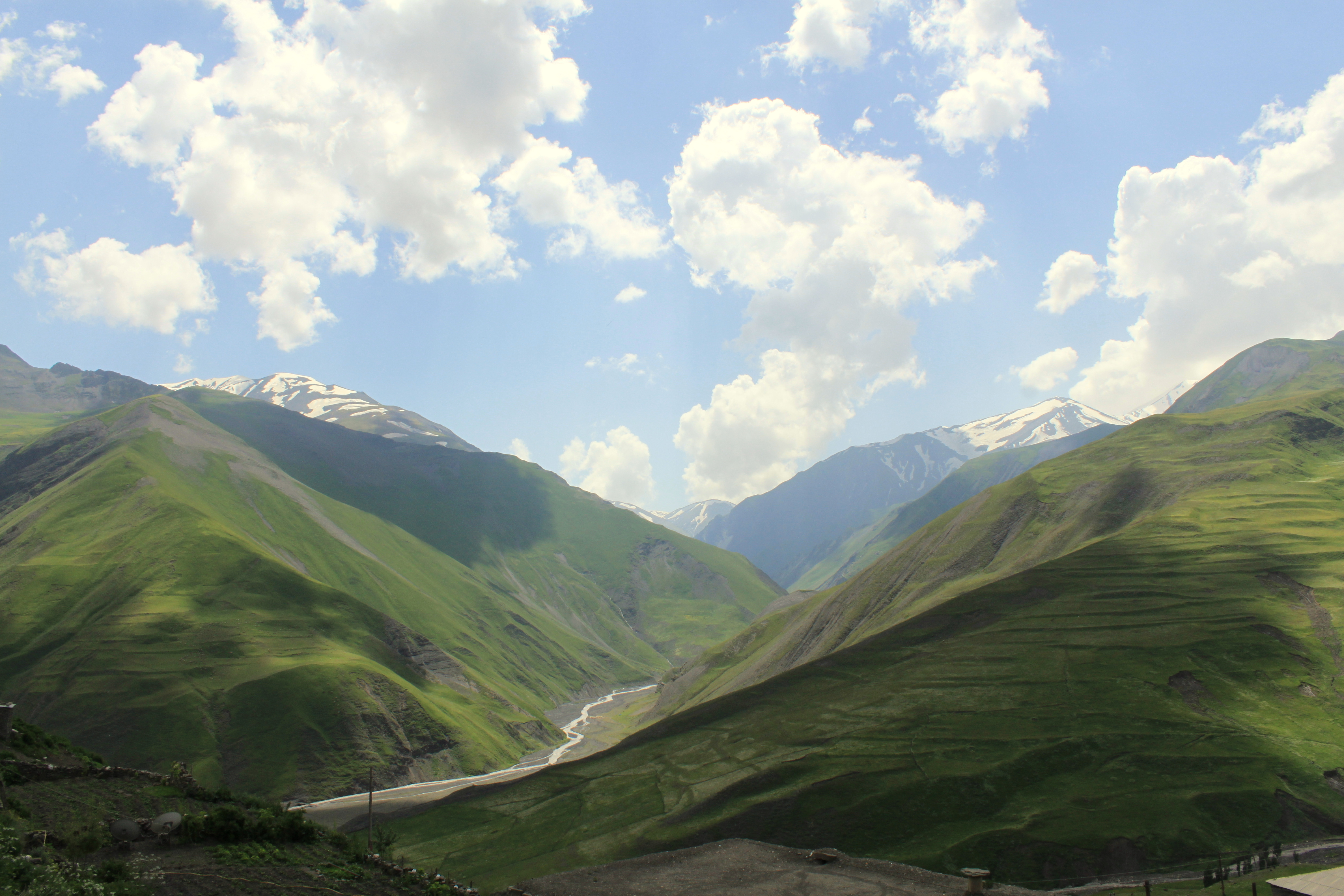
Paisagem montanhosa em Quba.

Os primeiros dados a respeito da riqueza e da diversidade da vida animal do Azerbaijão podem ser encontrados em documentos escritos pelos comerciantes que transitavam na área. Várias esculturas e empalhas de animais têm sobrevivido em monumentos arquitetônicos, pedras e cerâmicas como testemunho da flora de tempos pretéritos. As primeiras tentativas de recompilar as diversas espécies animais no país datam do século XVIII e foram realizadas pelos primeiros naturalistas do país. No tempo contemporâneo, sabe-se que há 106 espécies de mamíferos, 97 espécies de peixes, 363 espécies de aves, 10 espécies de anfíbios e 52 espécies de répteis vivendo no território azeri. O animal nacional é o cavalo Karabakh, um equino de montanha natural à região. O cavalo goza de uma boa reputação graças a seu bom temperamento, velocidade, elegância e inteligência. Trata-se de uma das raças mais anciãs, já que seus ancestrais podem ser rastreados até mesmo na Idade Antiga. Contudo, devido a problemas políticos e à destruição de seu habitat, esse animal converteu-se em uma espécie ameaçada.
A flora da nação consiste em mais de 4 500 espécies de plantas vasculares. Devido ao seu clima único, a flora azeri é mais rica se posta em comparação, em questão de número de espécies, a outros países da região do Cáucaso. Prova disso é que dois terços das espécies da zona se encontram no Azerbaijão. Desde o processo de independência, o governo tem realizado diversas ações com o objetivo de proteger o meio ambiente, mas somente em 2001 que iniciou-se a criação de fato de normas para a proteção da natureza, quando o orçamento do Estado cresceu, graças a recursos provenientes do oleoduto Baku-Tbilisi-Ceyhan. Em quatro anos, as áreas protegidas se duplicaram, e agora cobrem 8% do território nacional. Desde 2001, a administração do país criou sete reservadas naturais de grande tamanho e quase duplicou o orçamento destinado à proteção ambiental.

## Demografia
| Composição étnica (2009) | Composição étnica (2009) |
| ------------------------ | ------------------------ |
| Azeris                   | 91,6%                    |
| Lezguianos               | 2,0%                     |
| Russos                   | 1,3%                     |
| Armênios                 | 1,3%                     |
| Talysh                   | 1,3%                     |
| Turcos                   | 0,4%                     |
| Outras etnias            | 2,1%                     |

Dos 10,3 milhões habitantes do Azerbaijão (2023), cerca de 52% vivem nas cidades e 48% nas zonas rurais. As mulheres compõem 51% da população, de modo que a razão sexual é de 0,97 homens por cada mulher.
Em 2011, a taxa de crescimento populacional foi de 0,85%, atrás do índice mundial de 1,09%. Um fator importante que retarda o aumento demográfico é a grande migração. Cerca de 3 milhões de azerbaijanos, especialmente trabalhadores, vivem na Rússia. No mesmo ano, o país teve uma emigração de 1,14 a cada 100 pessoas. Com 800 000 azeris em qualidade de refugiados ou deslocados internos, a nação conta com o maior número de pessoas em asilo humanitário da região, tendo em 2006 o maior índice de deslocados internos per capita do mundo.
No ano de 2005, grande parte da morbidade ocorreu devido a problemas respiratórios, com 806,9 doentes a cada 10 000 moradores. Naquele ano, as mortes por doenças infecciosas e doenças parasitárias foram superadas pelo falecimento por gripe e infecção do trato respiratório superior (4 168,2 a cada 100 000 habitantes). A expectativa de vida em 2011 não excedia os 71 anos; 74,6 para as mulheres e 68,3 para os homens.
Como resultado da diáspora azeri existem comunidades originárias da região em 42 países ao redor do globo. Adicionalmente, há muitos centros de minorias étnicas dentro do Azerbaijão, incluindo alemães, eslavos, judeus, curdos, lezguianos, tártaros da Crimeia, etc. Sendo assim, os principais grupos étnicos do território azerbaijanês são os azeri, os lezguianos, os armênios (antes da Primeira Guerra do Alto Carabaque, os armênios costumavam viver no Azerbaijão em números muito maiores; ntre 1994 e 2023, quase todos os armênios viviam na região separatista do Alto Carabaque, até a ofensiva azerbaijana no Alto Carabaque e o colapso da república separatista de república separatista de Artsaque em 2023, o que levou à fuga de praticamente todos os armênios, e o território do Azerbaijão ficou quase desprovido de armênios), os russos e os talysh, que juntos compõem 97% da população. Os azeris iranianos são minoria no Irã, conformando 24% dos residentes iranianos, ou 16 milhões de pessoas.

### Religião

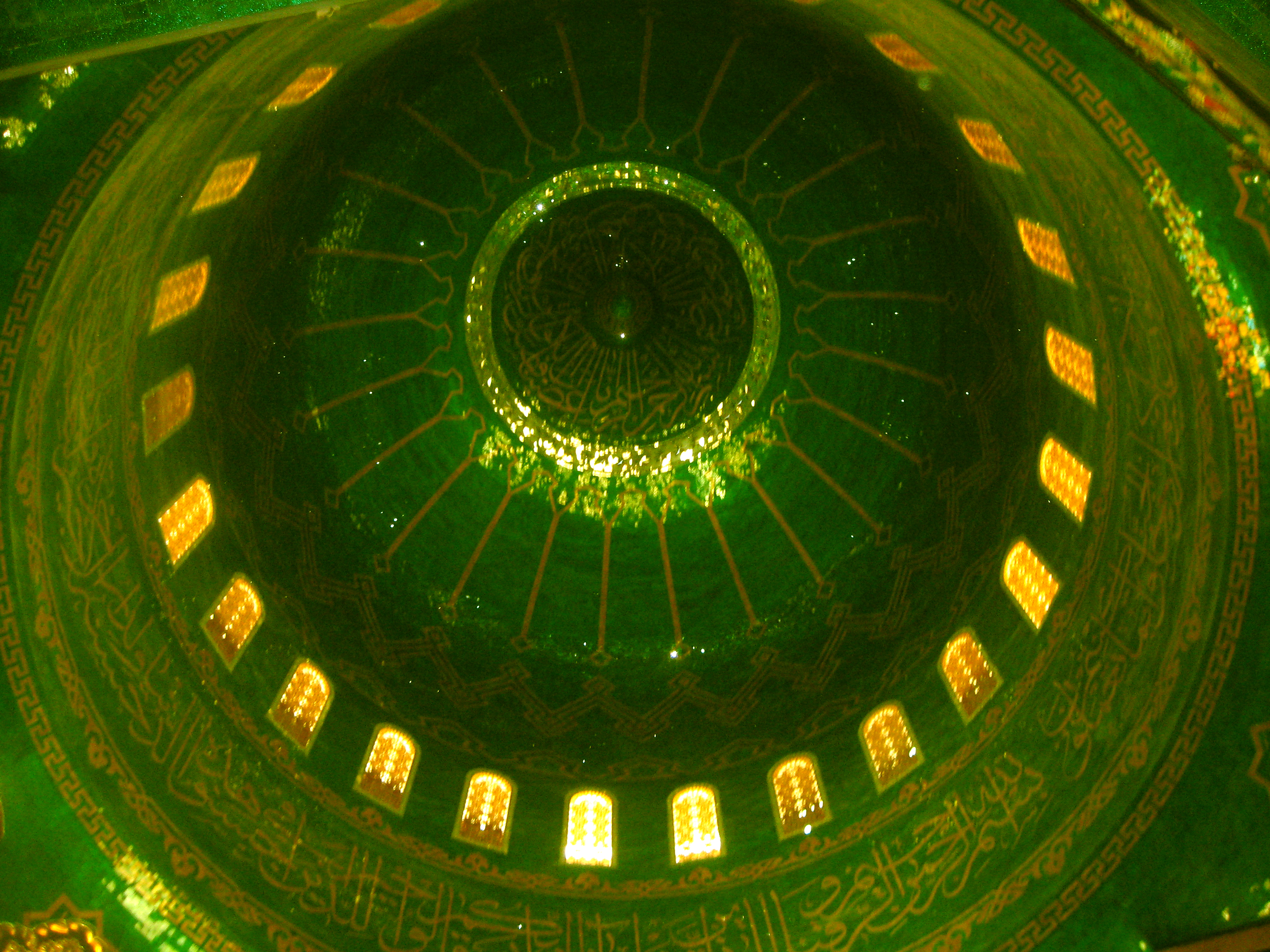
Cúpula do século XXI da mesquita Bibi-Heybat, que foi construída sobre a tumba de um dos descendentes de Maomé

O Azerbaijão é um estado laico, conforme o artigo 7 da Constituição, enquanto a liberdade religiosa é garantida pelo artigo 48. Tradicionalmente, a religião maioritária é o islã, desde o século VII, e o xiismo, desde o século XVI. Cerca de 95% dos moradores são muçulmanos; destes, 85% é xiita e 15% é sunita, tornando o Azerbaijão o país com a segunda maior proporção de xiitas, atrás apenas do Irã. Entre a maioria dos muçulmanos, os costumes religiosos não são praticados muito estritamente, e a identidade islã tende a basear-se mais na etnia e cultura ao invés de em práticas religiosas.
| Religiões no Azerbaijão | Religiões no Azerbaijão | Religiões no Azerbaijão | Religiões no Azerbaijão | Religiões no Azerbaijão |
| ----------------------- | ----------------------- | ----------------------- | ----------------------- | ----------------------- |
| religião                |                         |                         | porcentagem             |                         |
| Islamismo               | Islamismo               |                         | 93,2%                   | 93,2%                   |
| Cristianismo            | Cristianismo            |                         | 4,7%                    | 4,7%                    |
| Sem religião            | Sem religião            |                         | 1,9%                    | 1,9%                    |
| Outros                  | Outros                  |                         | 0,2%                    | 0,2%                    |

Há comunidades cristãs (150 000) e judias (34 500). Entre as cristãs, a Igreja Ortodoxa Russa e a Igreja Ortodoxa Georgiana, em conjunto com a Igreja Apostólica Armênia (antes de 1990 em todo o Azerbaijão, entre 1990-2023 somente no Alto Carabaque, desde 2023 praticamente nenhum) são as que contam com mais seguidores. Em 2010, havia no país 498 católicos romanos.
Outras denominações cristãs incluem o luteranismo, a Igreja Batista e os molocanos. Também existem pequenas comunidades de judeus, baha'ís, integrantes do Movimento Hare Krishna e testemunhas de Jeová, que já relataram casos de repetidas perseguições religiosas. O zoroastrismo tem uma longa história na nação, evidente em lugares como o Ateshgah (ou Templo do Fogo) em Baku e cerimônias como o noruz, junto com o maniqueísmo.
Algumas denominações têm sido restringidas de sua liberdade religiosa, e vários grupos têm tido dificuldades em registrar-se no Comitê Estatal para Trabalho com Organizações Religiosas, que regula as atividades religiosas no país.

### Idiomas
O idioma oficial é o azeri, uma língua turcomana falada no sudoeste asiático, principalmente no Azerbaijão e no Azerbaijão iraniano. O azeri é parte das línguas oguzes e está estritamente relacionado com o turco, o qashqai e o turcomeno. É divido em duas variantes, o azeri do norte e o sulista, além de vários outros dialetos. O khalaj, o qashqai e o salchuq são considerados por alguns como idiomas independentes dentro do grupo de línguas azeris. Do século XVI ao XX, a língua foi usada como franca na maior parte da Transcaucásia (exceto a costa do Mar Negro), no sul do Daguestão, no leste da Turquia e no Azerbaijão iraniano.
Embora este seja o mais falado no país e utilizado por um quarto da população do Irã, são notados outros treze idiomas nativos. Mesmo com alguns desses sendo evidentes somente em comunidades pequenas, outros têm importância regional. O azeri é mutuamente inteligível com o turco e o gagaúzo. A variante do norte é escrita com o alfabeto latino modificado, mas já foi redigida com o persa (até 1929), o turcomano uniforme (1929–1939) e o cirílico (1939–1990). As mudanças ocorreram, em grande parte, por razões religiosas e políticas.
A língua russa continua tendo importância no âmbito comercial e como idioma interétnico, e na região separatista do Alto Carabaque praticamente toda a população falava armênio entre 1994 e 2023, até o colapso da república separatista de Artsaque e a fuga de praticamente todos os armênios.

## Governo e política

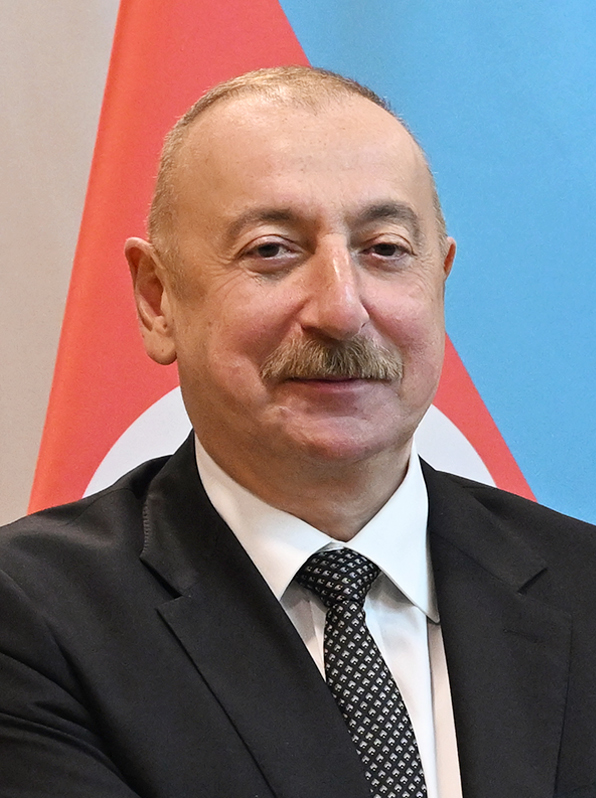
2024

A formação estrutural do sistema político azeri foi completada com a adoção de uma nova Constituição em 12 de novembro de 1995. De acordo com o artigo 23 do texto, os símbolos nacionais são a bandeira, o brasão de armas e o hino nacional. O poder do Estado está limitado pela lei somente em assuntos internos; entretanto, para as relações internacionais também há uma regulamentação.
O governo se baseia na separação dos poderes em três: legislativo, executivo e judiciário. O poder legislativo é constituído pela Assembleia Nacional unicameral e pela Assembleia Nacional Suprema na República Autônoma do Naquichevão. As eleições para a assembleia são realizadas a cada cinco anos, no primeiro domingo de novembro. O Partido do Novo Azerbaijão e outros partidos minoritários, aliados do governo atual, ocupam a maior parte das 125 cadeiras. Os observadores europeus relataram diversas irregularidades durante a preparação e a realização das eleições de 2010, na qual os partidos de oposição, o Müsavat e o Partido da Frente Popular do Azerbaijão não conseguiram obter um único assento.
O poder executivo é exercido por um presidente, eleito para um mandato de cinco anos através de sufrágio direto. O presidente está autorizado a formar seu próprio gabinete, um órgão do poder executivo subordinado ao presidente, e que normalmente consiste do primeiro-ministro, seus deputados e ministros. O eleito, entretanto, não tem direito de dissolver a Assembleia Nacional, embora possua direito de veto sobre qualquer uma de suas decisões. Para anular o veto, o parlamento deve obter uma maioria de 95 votos. O poder judiciário está composto pelo tribunal constitucional, pela corte suprema, pelo tribunal de apelação e pelos tribunais comuns; o presidente nomeia os juízes destas cortes.
Criado em 10 de abril de 1997, o Conselho de Segurança é um órgão deliberativo sob controle do presidente, quem o organiza, segundo a Constituição. O departamento administrativo não está a cargo do eleito, mas este cuida das atividades financeiras, técnicas e do poder executivo, tanto do presidente quanto de seu escritório. Embora o Azerbaijão tenha realizado diversas eleições desde sua independência e possua muitas instituições formais com o objetivo de manter a democracia, o índice Liberdade no Mundo 2012, elaborado pela Freedom House, classifica-o como "não livre".

### Relações exteriores

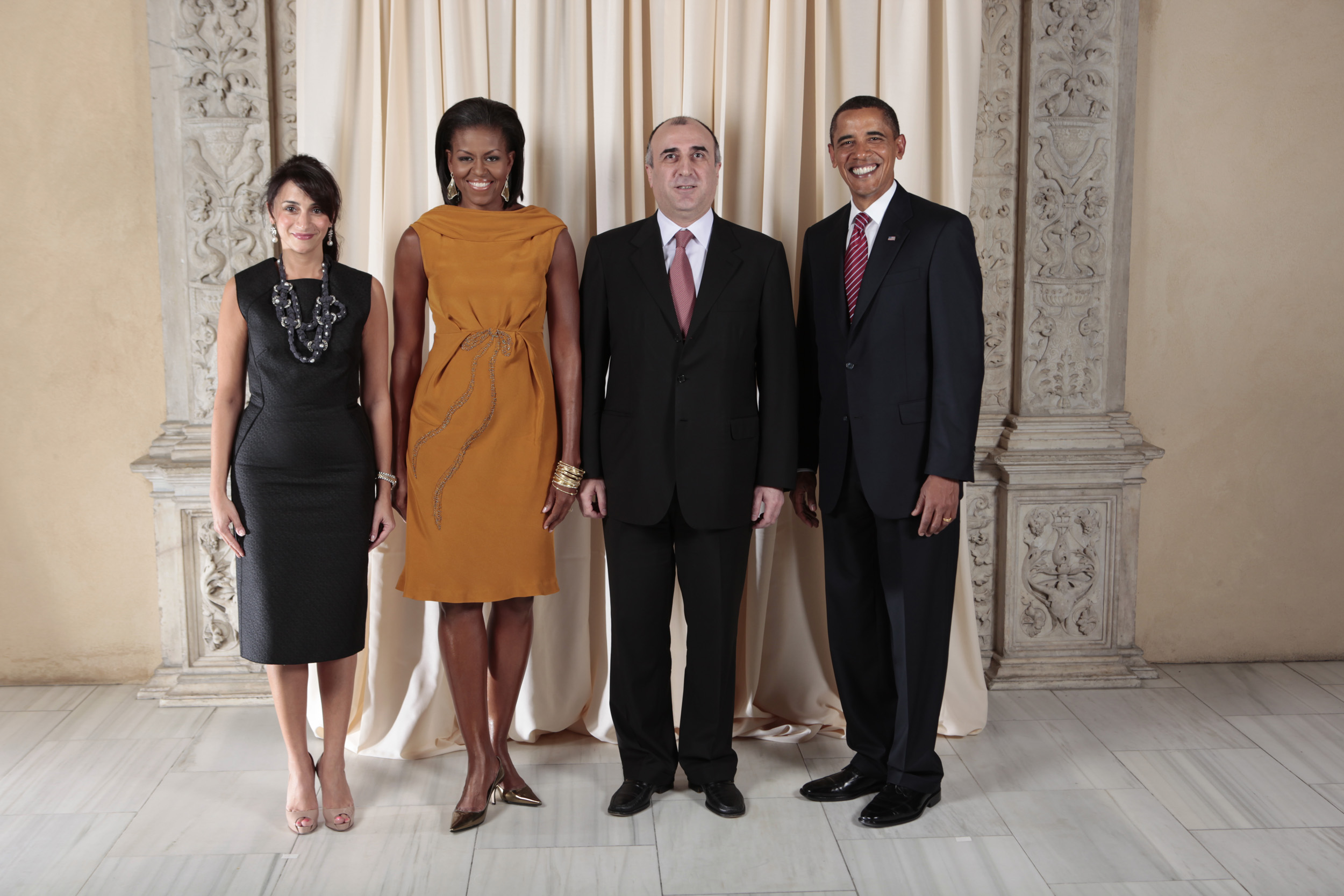
O ministro das Relações Exteriores, Elmar Mammadyarov, e sua esposa, junto ao presidente dos Estados Unidos, Barack Obama, e da primeira-dama, Michelle Obama

A efêmera República Democrática do Azerbaijão conseguiu estabelecer relações diplomáticas com seis nações, enviando representantes para Alemanha e Finlândia. O processo de reconhecimento internacional da independência azeri após o colapso soviético durou menos de um ano. O último país a reconhecê-la foi o Barém, em 6 de novembro de 1996. Relações diplomáticas completas, com intercâmbio mútuo de missões, foram estabelecidas primeiramente com Turquia, Paquistão, Estados Unidos, Irã e Israel. Desde então, vem tendo ênfase sua "relação especial" com a Turquia.
O Azerbaijão mantém relações com 158 países, além de ser membro de 38 organizações internacionais. Possui status de observador no Movimento Não Alinhado, na Organização Mundial do Comércio (OMC) e é correspondente da União Internacional de Telecomunicações. Em 9 de maio de 2006, foi eleito membro do recém-estabelecido Conselho de Direitos Humanos pela Assembleia Geral das Nações Unidas. O mandato se iniciou em 19 de junho de 2006.
As prioridades da política externa incluem: antes de tudo, a restauração de sua integridade territorial; a eliminação das consequências da perda do Alto Carabaque e outras sete regiões; integração à estrutura europeia e euro-atlântica; contribuição para a segurança mundial; cooperação com organizações internacionais; cooperação regional e nas relações bilaterais; fortalecimento da capacidade de defesa; promoção da segurança através de políticas nacionais; fortalecimento da democracia; preservação da tolerância étnica e religiosa; apoio a políticas científicas, educacionais e culturais com a preservação dos valores morais; desenvolvimento socioeconômico; reforço da segurança interna e criação de novas políticas de migração, energia e segurança no transporte.
A pátria é membra ativa de alianças internacionais que lutam contra o terrorismo, e contribui com os esforços para manter a paz em Kosovo, Afeganistão e Iraque. Além disso, é parte do programa Parceria para a Paz, da OTAN, e possui boas relações com a União Europeia, podendo um dia solicitar sua adesão ao bloco.
Ao final de 2007, o governo anunciou que a grande disputa sobre o território ocupado pela Armênia (Artsaque) iria desencadear uma guerra se o conflito não fosse resolvido. Com isto, o governo aumentou o orçamento de defesa. Na Armênia, as sanções econômicas impostas por seus vizinhos fizeram com que a economia se debilitasse, resultando em um aumento dos preços dos produtos básicos e um grande declive na renda do Estado.

### Forças armadas

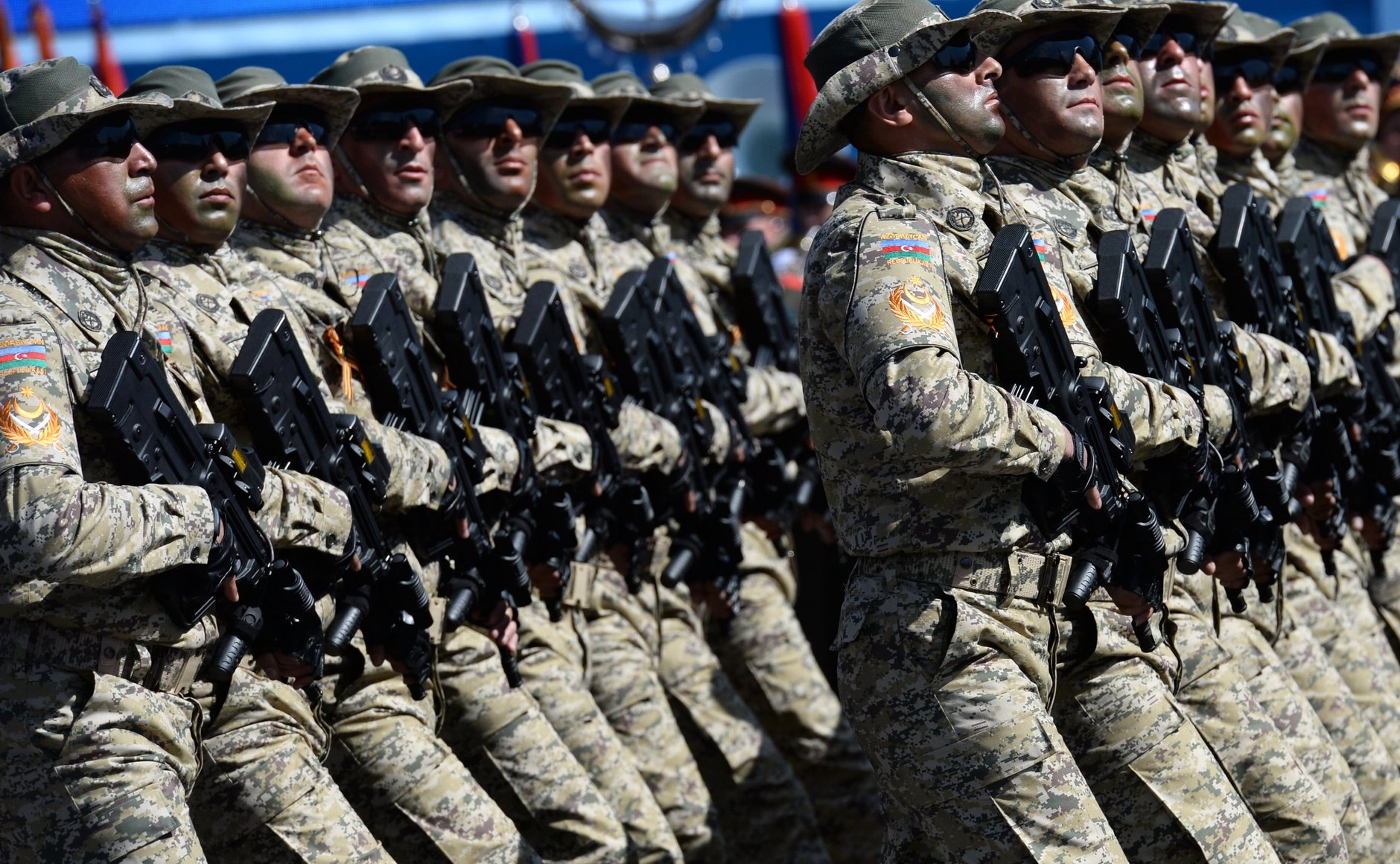
Soldados do Exército Nacional do Azerbaijão durante um desfile militar para marcar o 70º aniversário da vitória na Grande Guerra Patriótica de 1941–1945.

A história do exército moderno azerbaijano remonta a República Democrática do Azerbaijão em 1918 quando o Exército Nacional da recém-formada República Democrática do Azerbaijão foi criado em 26 de junho de 1918. Quando o Azerbaijão conquistou sua independência após a dissolução da União Soviética, as Forças Armadas da República do Azerbaijão foram formalmente criadas de acordo com a Lei das Forças Armadas de 9 de outubro de 1991. A data original do estabelecimento do Exército Nacional de curta duração é comemorado como o Dia do Exército (26 de junho) no Azerbaijão de hoje. Em 2021, o país tinha 126 000 funcionários ativos em suas forças armadas. Há também 17 000 soldados paramilitares e 330 000 membros na reserva. As forças armadas tem três ramos, sendo o exército, a força aérea e a marinha, que contam com equipamentos comprados de outras nações (como Turquia e Israel), mas são formados principalmente por maquinário soviético antigo. As forças armadas abrangem vários subgrupos militares que podem estar envolvidos na defesa do Estado quando necessário. Essas são as Tropas Internas do Ministério da Administração Interna e do Serviço de Fronteiras do Estado, que inclui também a Guarda Costeira. A Guarda Nacional do Azerbaijão é mais uma força paramilitar. Funciona como uma entidade semi-independente do Serviço Especial de Proteção do Estado, órgão subordinado ao Presidente.
O Azerbaijão adere ao Tratado sobre Forças Armadas Convencionais na Europa e assinou todos os principais tratados internacionais de armas e armas. O país coopera estreitamente com a OTAN em programas como Parceria para a Paz e o Plano de Ação de Parceria Individual. O Azerbaijão chegou a mandar 151 soldados de suas Forças de Manutenção da Paz no Iraque e outros 184 no Afeganistão.
O governo azerbaijano gastou US$ 2,24 bilhões de dólares em seu orçamento de defesa desde 2020, que contabiliza 5,4% do PIB e some cerca de 12,7% dos gastos governamentais. A indústria de defesa do Azerbaijão fabrica armas pequenas, sistemas de artilharia, tanques, blindados e dispositivos de visão noturna, bombas para aviação, VANTs, vários veículos militares e aviões e helicópteros militares.

## Divisões administrativas
O Azerbaijão é dividido em 10 regiões econômicas; 66 rayons (rayonlar, singular rayon) e 77 cidades (şəhərlər, singular şəhər), das quais 12 estão sob a autoridade direta da República. Além disso, o país conta ainda com a República Autônoma (muxtar respublika) do Naquichevão. O presidente define os governadores de cada unidade, enquanto o governo do Naquichevão é eleito e aprovado por seu próprio parlamento.
| Absheron - Absheron (Abşeron) - Khizi (Xızı) - Baku (Bakı) - Sumqayit (Sumqayıt) Arã - Aghjabadi (Ağcabədi) - Aghdash (Ağdaş) - Barda (Bərdə) - Beylagan (Beyləqan) - Bilasuvar (Biləsuvar) - Goychay (Göyçay) - Hajigabul (Hacıqabul) - Imishli (İmişli) - Kurdamir (Kürdəmir) - Neftchala (Neftçala) - Saatly (Saatlı) - Sabirabad (Sabirabad) - Salyan (Salyan) - Ujar (Ucar) - Yevlakh (Yevlax) - Zardab (Zərdab) - Mingachevir (Mingəçevir) - Xirvão (Şirvan) - Yevlakh (Yevlax) Xirvão Montanhoso - Aghsu (Ağsu) - Gobustan (Qobustan) - Ismailly (İsmayıllı) - Shamakhy (Şamaxı) | Ganja-Gazakh - Aghstafa (Ağstafa) - Dashkasan (Daşkəsən) - Gadabay (Gədəbəy) - Gazakh (Qazax) - Goygol (Göygöl) - Goranboy (Goranboy) - Samukh (Samux) - Shamkir (Şəmkir) - Tovuz (Tovuz) - Ganja (Gəncə) - Naftalan (Naftalan) Guba-Khachmaz - Quba - Gusar (Qusar) - Khachmaz (Xaçmaz) - Shabran (Şabran) - Siyazan (Siyəzən) Kalbajar-Lachin - Gubadly (Qubadlı) - Kalbajar (Kəlbəcər) - Lachin (Laçın) - Zangilan (Zəngilan) Lankaran - Astara (Astara) - Jalilabad (Cəlilabad) - Lankaran (Lənkəran) - Lerik (Lerik) - Masally (Masallı) | - Yardimly (Yardımlı) - Lankaran (Lənkəran) Naquichevão - Babek (Babək) - Julfa (Culfa) - Kangarli (Kəngərli) - Ordubad (Ordubad) - Sadarak (Sədərək) - Shahbuz (Şahbuz) - Xarur (Şərur) - Naquichevão (Naxçıvan) Shaki-Zaqatala - Balakan (Balakən) - Qabala (Qəbələ) - Gakh (Qax) - Oğuz (Oğuz) - Shaki (Şəki) - Zaqatala (Zaqatala) - Shaki (Şəki) Yukhari Garabakh - Aghdam (Ağdam) - Fuzuli (Füzuli) - Jabrayil (Cəbrayıl) - Khojaly (Xocalı) - Khojavend (Xocavənd) - Shusha (Şuşa) - Tartar (Tərtər) - Khankendi (Xankəndi) - Shusha (Şuşa) |  |

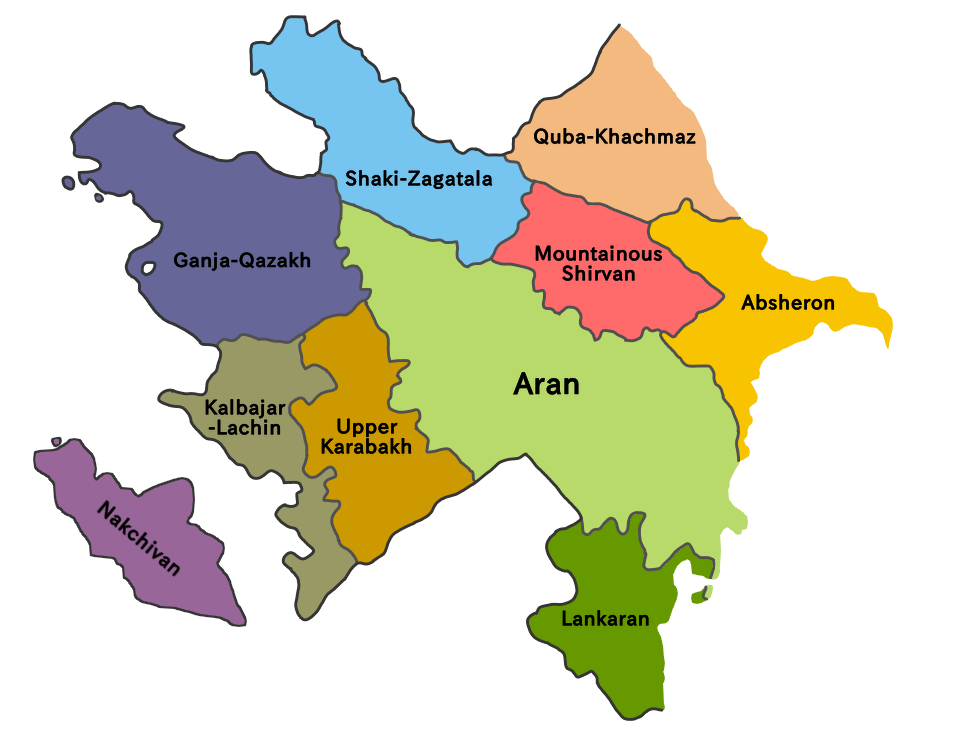
O Azerbaijão é divido em 10 regiões econômicas

Nota: As cidades sob autoridade direta da República estão em itálico.

## Infraestrutura

### Educação

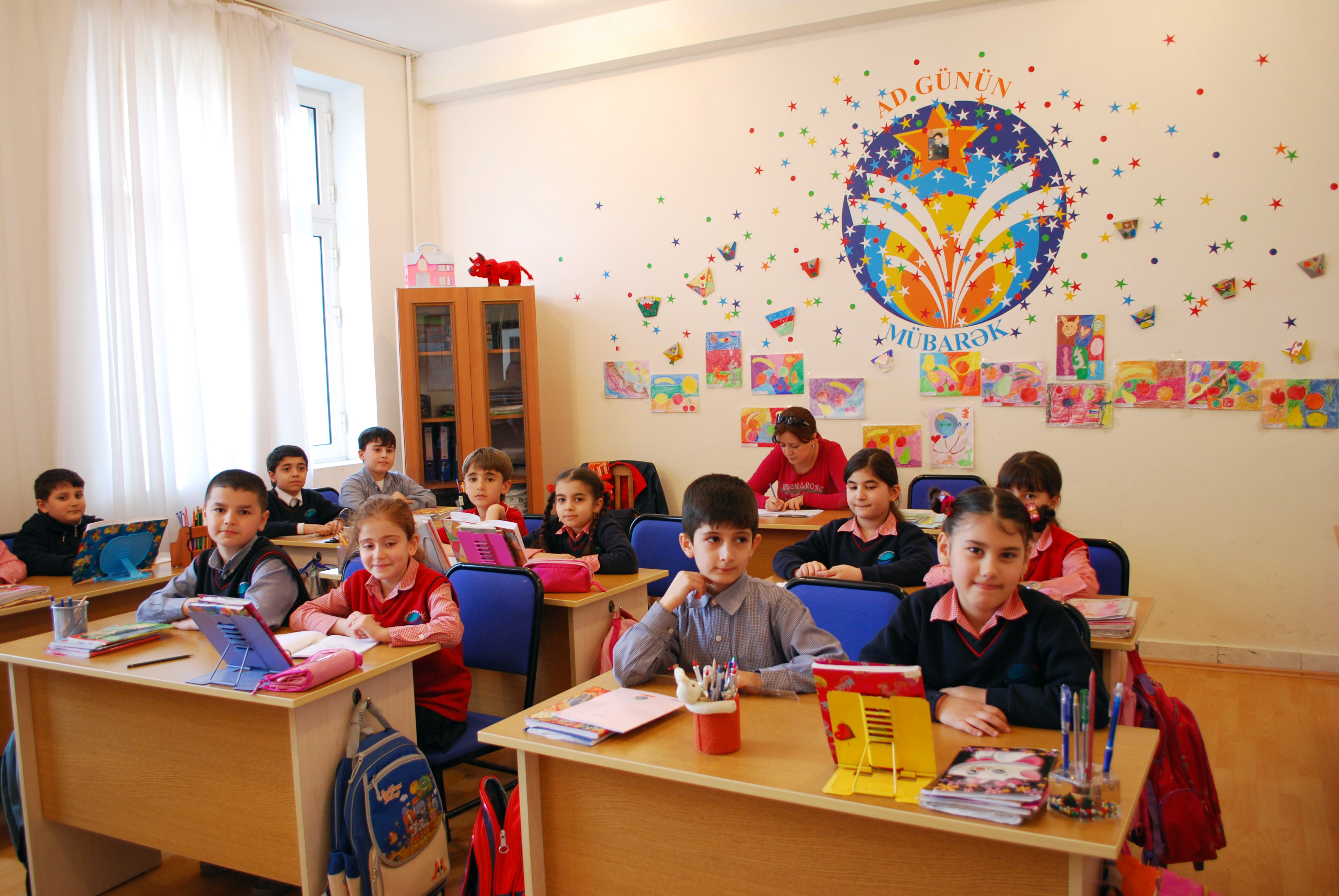
Sala de aula de uma escola primária em Baku

Uma porcentagem relativamente alta de azeris contam com algum tipo de educação superior, especialmente de escolas técnicas. Entre as instituições de nível superior de maior importância do país estão a Universidade Estatal de Baku, a Universidade Estatal de Economia do Azerbaijão e a Academia Estatal do Petróleo do Azerbaijão. Durante a era soviética, os níveis de alfabetização e educação se elevaram consideravelmente, apesar de duas mudanças no alfabeto padrão entre 1920 e 1940. De acordo com dados do governo, em 1970, 100% dos homens e mulheres com idade entre 9 e 49 anos sabiam ler e escrever. Segundo o Informe de 2011 do Programa das Nações Unidas para o Desenvolvimento (PNUD), o índice de alfabetização é de 99,5%.
Após a independência, uma das primeiras leis aprovadas pela Assembleia Nacional para dissociar-se da União Soviética foi a adoção do alfabeto latino nas escolas para substituir o cirílico. O sistema escolar azeri tem sofrido muitas modificações desde a época soviética. As primeiras mudanças incluíram o restabelecimento da educação religiosa, que era proibida na URSS, e modificar o plano de estudos para enfatizar o uso do azeri e eliminar o conteúdo ideológico. Além de escolas primárias, as instituições educativas do governo incluem várias de jardim de infância, secundaristas em geral e secundaristas vocacionais, incluindo escolas secundárias especializadas e técnicas. A educação é obrigatória até o décimo-primeiro ano.

### Energia

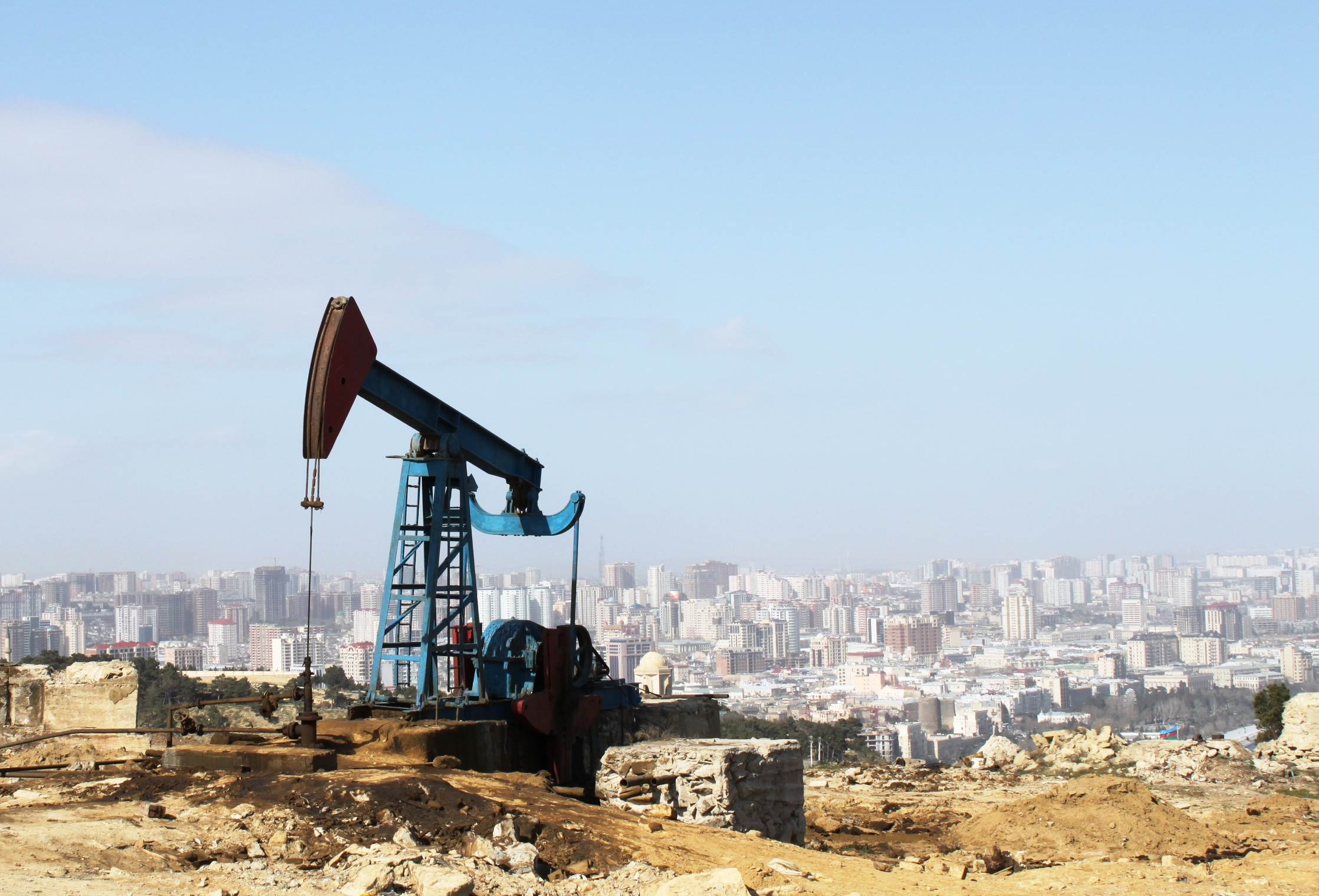
Extração de petróleo nos arredores de Baku

A principal fonte de energia do país são os combustíveis fósseis: dois terços da sua superfície contam com depósitos de petróleo e gás natural. Graças a essa abundância, são produzidos aproximadamente 1.4 milhões de barris de petróleo por dia. Em setembro de 1994, o governo azerbaijano firmou um contrato de trinta anos com treze companhias petroleiras, entre as quais se destacam Amoco, BP, ExxonMobil, LUKoil, Statoil. Como as empresas estrangeiras têm permitido perfurar os depósitos em águas profundas ainda intactas, o Azerbaijão é considerado um dos pontos de exploração e desenvolvimento mais importantes da indústria. O Fundo Estatal Petroleiro do Azerbaijão foi criado com o pressuposto de assegurar a estabilidade macroeconômica, a transparência na administração dos recursos petroleiros e o controle das reservas pelas futuras gerações. A Azeriqaz, uma empresa da SOCAR, tenta garantir abastecimento de gás para todo o país até 2021. A região do Cáucaso Menor fornece a maior parte de ouro, prata, ferro, cobre, titânio, cromo, magnésio, cobalto, molibdênio e antimônio utilizados na nação.

### Transporte

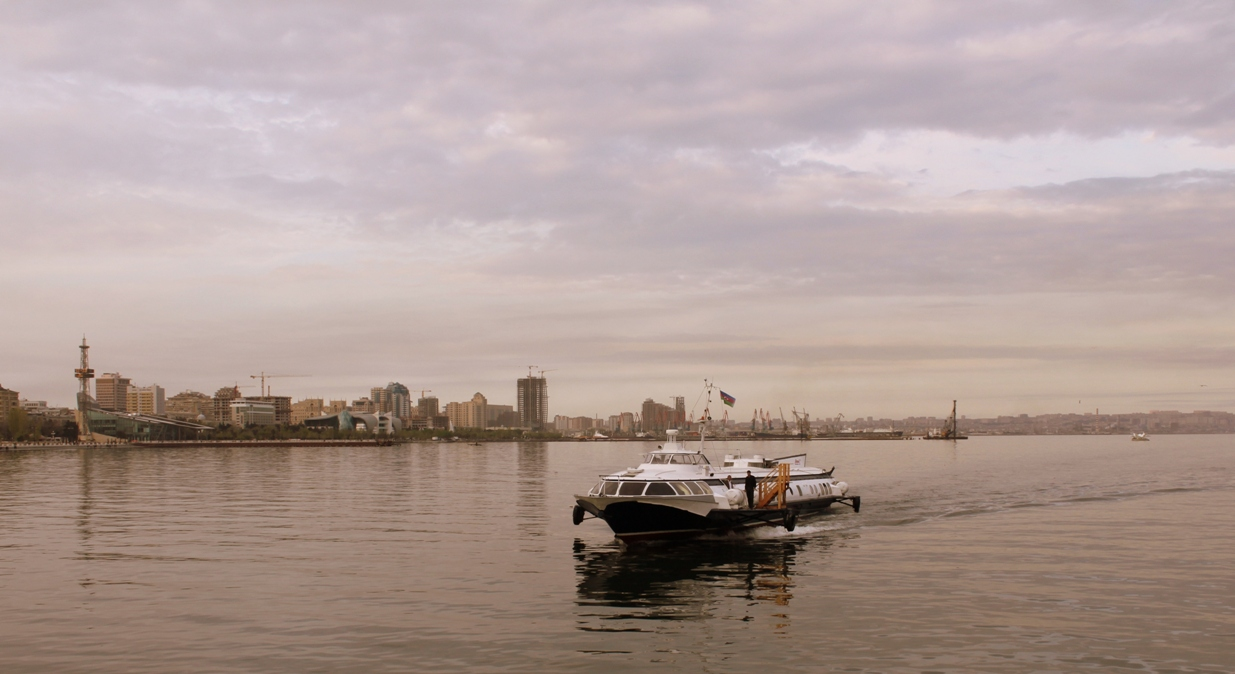
Bote azeri no mar Cáspio

A localização privilegiada do Azerbaijão no cruzamento de algumas rotas de tráfego importantes a nível internacional, como a Rota da Seda e o corredor sul-norte, atribui grande importância estratégica ao setor de transportes em conjunto à economia do país. Este setor engloba rodovias, estradas e as vias férreas, aéreas e marítimas.
A nação é ainda um importante centro econômico para o transporte de matérias-primas. O oleoduto Baku-Tbilisi-Ceyhan (BTC) inciou suas operações em maio de 2006 e se estende por mais de 1 774 quilômetros, passando por Geórgia e Turquia. O BTC foi desenhado para transportar mais de 50 milhões de toneladas de petróleo bruto anualmente, desde o fundo do mar Cáspio até a costa do Mediterrâneo. O gasoduto do Sul do Cáucaso, que atravessa os mesmos países, iniciou suas funções ao final de 2006 e fornece gás natural constantemente aos mercados europeus, retirados do depósito Shaj Deniz. Neste lugar se produzem mais de 296 bilhões * de m³ de gás natural por ano.
Em 2002, o governo criou o Ministério do Transporte, com uma ampla gama de políticas e regulações. No mesmo ano, o Azerbaijão tornou-se membro da Convenção sobre Trânsito Viário. Neste sentido, sua prioridade maior é de melhorar a rede de estradas e transformar o serviço de transportes em uma das vantagens de se investir no território, uma vez que seria útil para outros setores econômicos. Em 2012, iniciou-se a construção da estrada de ferro Carse-Tiblíssi-Bacu, com a qual se espera prover uma conexão entre Ásia e Europa, ao conectar as vias férreas da China e do Cazaquistão com Istambul e o resto do sistema ferroviário europeu a oeste. Em 2010, as ferrovias se estendiam por mais de 2 918 km, enquanto as rotas eletrificadas cobriam 1 278 km. Também havia 35 aeroportos e apenas um heliporto. O Aeroporto Internacional Heydar Aliyev, em Baku, é o mais importante para a nação, devido à quantidade de passageiros e mercadorias que anualmente o utilizam. Dos 59 141 km de estradas e rodovias que existem no país, mais da metade encontra-se sem pavimentação. Embora o Ministério tenha começado a modernizar as rodovias que unem as principais cidades, a maior parte delas está em más condições, resultando em um alto índice de acidentes automobilísticos.

### Comunicação
A exploração de petróleo e gás na década de 2000 ajudou a melhorar a situação das comunicações, da ciência e da tecnologia, ao que também contribuíram campanhas pela modernização e inovação. O governo estima que, em um futuro próximo, a receita pela venda de tecnologia da informação e da indústria das comunicações crescerá e será comparável à que tem atualmente o petróleo. Entretanto, muitos dos meios de comunicação em massa estão sob uma constante censura do governo, o que tem levado alguns grupos de defesa dos direitos humanos a pleitear a liberdade de expressão dos azerbaijanos.
O país está progredindo no desenvolvimento do setor de telecomunicações. Contudo, ainda enfrenta grandes problemas, como uma pobre infraestrutura e um marco legal insuficiente. O Ministério das Comunicações e Tecnologia da Informação, também conhecido por operar a companhia Aztelekom, atua como criador de políticas e regulador. Os telefones públicos só servem para realizar chamadas locais e exigem um cartão, disponível para venda no comércio. Estes cartões só permitem fazer uma ligação de duração indefinida. Em 2009, havia cerca de 1.5 milhões de linhas telefônicas fixas, 9,1 milhões de telefonia móvel e 1.4 milhões de usuários de internet. Entre os provedores mais importantes de GSM estão Azercell, Bakcell e Azerfon.

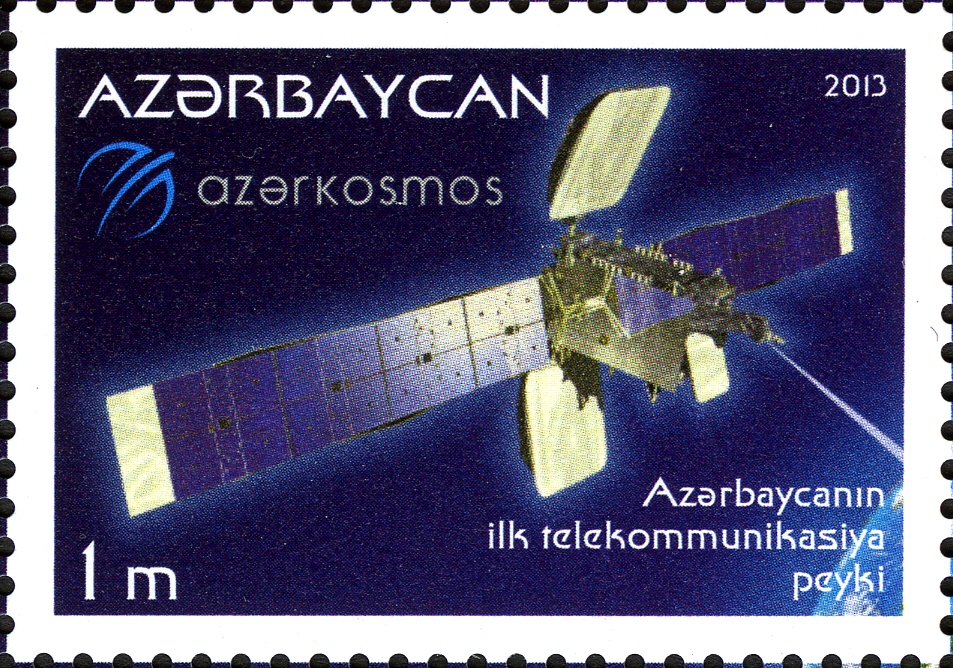
Estampa celebrando o lançamento do primeiro satélite do Azerbaijão, em 2013

A Agência Espacial do Azerbaijão lançou seu primeiro satélite, Azerspace 1/Africasat 1a, em 7 de fevereiro de 2013, do Centro Espacial de Kourou, na Guiana Francesa. O satélite cobre toda a Europa e vários países da Ásia e da África, transmitindo sinais de televisão, rádio e internet. É um marco na história do país, sendo o primeiro passo para concretizar seu plano de ter uma indústria espacial própria.
Existe somente uma estação de rádio pública, o resto é de iniciativa privada. As transmissões radiofônicas estão disponíveis em outros idiomas que não o azeri, como russo, armênio e georgiano, que são financiados a partir do orçamento do Estado. Algumas emissoras locais usam os dialetos azeri como o idioma principal no ar. A mesma situação se apresenta em vários jornais e revistas, dirigidos às minorias étnicas da região. O primeiro periódico em azeri, Akinchi, foi publicado pela primeira vez em 1875. Existem vários canais de televisão operando no Azerbaijão; três deles são propriedade do governo: AzTV, Idman TV e Medeniyyet TV. Além destes, há outro canal público de iniciativa privada, Ictimai TV, e treze emissoras privadas.

## Economia

Principais produtos de exportação do Azerbaijão em 2019.

A economia do Azerbaijão continua num processo de transição, na qual o estado continua a exercer um papel importante. Possui grandes reservas de petróleo e um grande potencial agrícola, graças aos seus variados climas. Desde 1995, o Azerbaijão coopera com o FMI, e tem conseguido êxito com o seu programa econômico de estabilização, que reduziu sua inflação a 1,8% ao ano em 2000, contra 1800% ao ano em 1994. Em 2000, o PIB cresceu mais de 11% ao ano, a quinta alta consecutiva. A moeda nacional, o manat, ficou estável em 2000, depreciando-se 3,8% em relação ao dólar.

## Cultura
A cultura do Azerbaijão surge como o resultado de muitas influências, desde a soviética, dos tempos em que era um das repúblicas da União, até às suas raízes turcas, persas, islâmicas e da Ásia Central. Hoje em dia as influências ocidentais fazem-se sentir, incluindo a cultura de consumo decorrente da globalização.
Quanto a personalidades, o jogador de xadrez Garry Kasparov nasceu em Baku, nos tempos da República Socialista Soviética do Azerbaijão sendo de longe a personalidade mais conhecida deste país.
| Data             | Nome em azeri                             | Nome em português                              | Observações                                                                                |
| ---------------- | ----------------------------------------- | ---------------------------------------------- | ------------------------------------------------------------------------------------------ |
| 1 de janeiro     | Yeni İl                                   | Ano-Novo                                       |                                                                                            |
| 8 de março       | Qadınlar günü                             | Dia Internacional da Mulher                    |                                                                                            |
| 20 - 21 de março | Novruz bayramı                            | Noruz                                          | Antigo Ano Novo tradicional.                                                               |
| 9 de maio        | Qələbə günü                               | Dia da Vitória                                 | Aniversário da Capitulação da Alemanha na Segunda Guerra Mundial.                          |
| 28 de maio       | Respublika günü                           | Dia da República                               | Aniversário da proclamação da República Democrática do Azerbaijão em 1918.                 |
| 15 de junho      | Milli Qurtuluş günü                       | Dia da Salvação Nacional                       |                                                                                            |
| 26 de junho      | Azərbaycan Silahlı Qüvvələr günü          | Dia das Forças Armadas do Azerbaijão           | Aniversário da Fundação das Forças Armadas da República Democrática do Azerbaijão em 1918. |
| 18 de outubro    | Müstəqillik günü                          | Dia da Independência                           | Aniversário da Independência do Azerbaijão.                                                |
| 12 de novembro   | Konstitusiya günü                         | Dia da Constituição                            | Adoção da Constituição em 1995.                                                            |
| 17 de novembro   | Milli Dirçəliş günü                       | Dia da Renovação Nacional                      |                                                                                            |
| 31 de dezembro   | Dünya Azərbaycanlılarının Həmrəyliyi günü | Dia da Solidariedade dos Azerbaijanos do Mundo |                                                                                            |

## Esportes

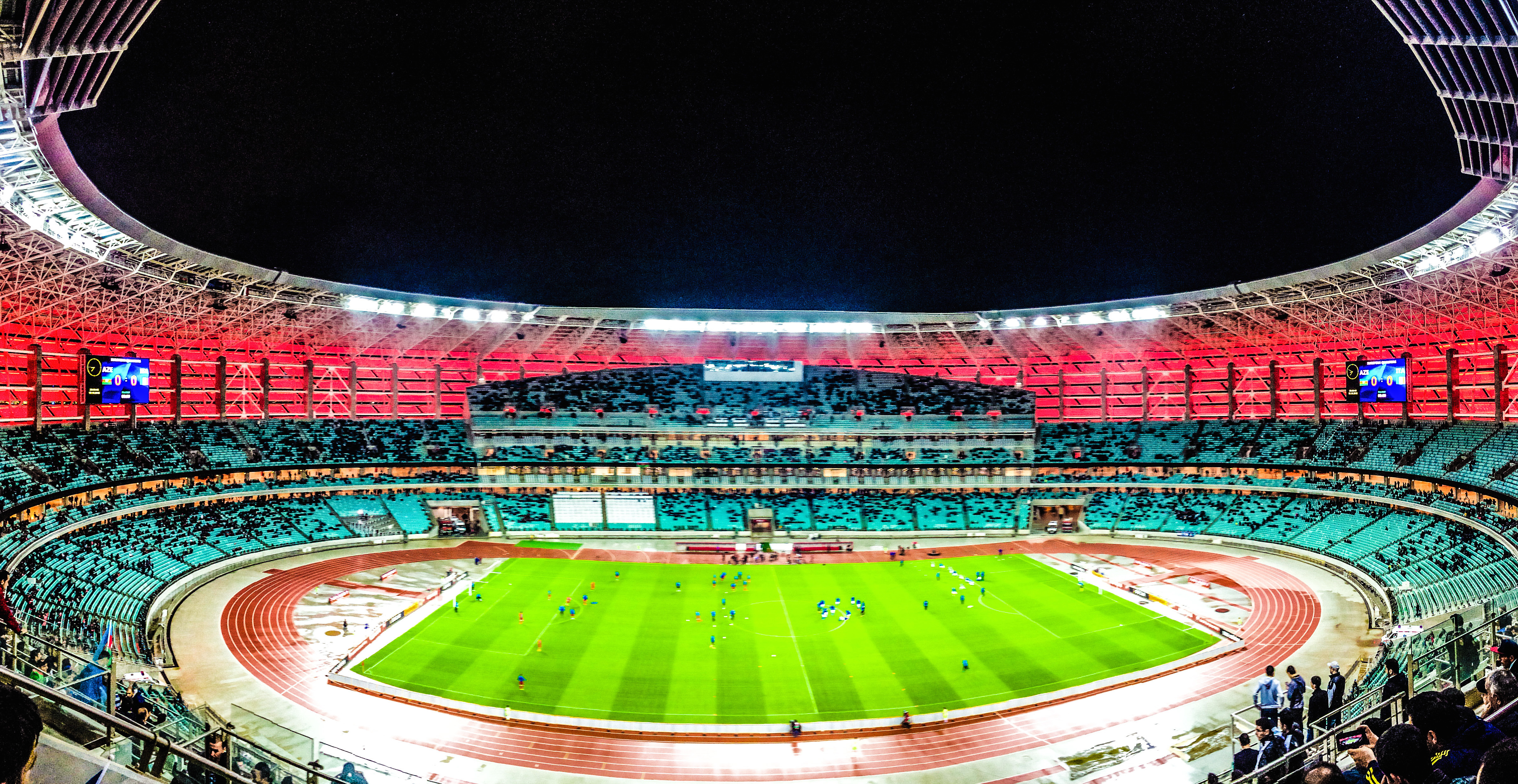
Estádio Olímpico em Baku.

O futebol é o esporte mais popular no Azerbaijão. A seleção nacional de futebol do Azerbaijão demonstra desempenho relativamente baixo no cenário internacional em comparação com os clubes de futebol da nação. Os clubes de futebol mais bem-sucedidos do Azerbaijão são Neftchi Baku, Qarabağ e Gabala, ambos os três times conseguiram se classificar para a fase de grupos da UEFA Europa League. O futsal é outro esporte popular no Azerbaijão. A equipe nacional de futsal do Azerbaijão alcançou o quarto lugar no Campeonato de Futsal da UEFA de 2010, enquanto o clube nacional Araz Naxçivan conquistou medalhas de bronze na Taça UEFA Futsal de 2009-10 e 2013-2014.
A Super Liga de Voleibol Feminino do Azerbaijão é uma das ligas femininas mais fortes do mundo. A seleção nacional feminina ficou em quarto lugar no Campeonato Europeu de 2005. Nos últimos anos, clubes como Rabita Baku e Azerrail Baku obtiveram grande sucesso nas competições europeias.
A luta é o esporte nacional, o país já conquistou 14 medalhas nos Jogos Olímpicos. O Azerbaijão é uma das potências tradicionais do xadrez mundial, tendo sediado muitos torneios e competições internacionais de xadrez e se tornou o vencedor do Campeonato Europeu de Xadrez por Equipas em 2009, 2013 e 2017. O Shamkir Chess é o principal torneio do país. Grandes xadristas do país incluem Teimour Radjabov, Shahriyar Mammadyarov, Vladimir Makogonov, Vugar Gashimov e o antigo campeão mundial Garry Kasparov.
No automobilismo o país sedia o Grande Prêmio do Azerbaijão de Fórmula 1 desde 2017 no circuito de rua na capital Baku.